# Piedimonte Etneo
Piedimonte Etneo ist eine Stadt der Metropolitanstadt Catania in der Region Sizilien in Italien mit 3905 Einwohnern (Stand 31. Dezember 2023).

## Lage und Daten
Piedimonte Etneo liegt 44 Kilometer nördlich von Catania am Osthang des Ätnas. Die Einwohner arbeiten hauptsächlich in der Landwirtschaft, in der Holzwirtschaft oder im Tourismus.
Die Nachbargemeinden sind Calatabiano, Castiglione di Sicilia, Fiumefreddo di Sicilia, Linguaglossa, Mascali und Sant’Alfio.

## Geschichte
Der Ort wurde 1687 gegründet.

## Sehenswürdigkeiten
- Pfarrkirche, der Madonna des Rosenkranzes geweiht